# Franz Seraph Weishaupt
Franz Seraph Weishaupt (* zwischen 1780 und 1785; † 9. Oktober 1866 in München) war ein deutscher Lithograf und Werkmeister.

## Leben
Franz Seraph Weishaupt war Schüler des Erfinders der Lithografie Alois Senefelder und seit 1810 dessen Werkmeister bei der Druckerei der kgl. Steuerkataster-Commission in München, unter der Leitung von Johann Michael Mettenleiter. Weishaupt war auch für die Ausbildung zahlreicher Lehrlinge zuständig. Einen Mettenleiter und ihm durch Baron von Schilling vermittelten Ruf nach Russland – den Mettenleiter vorübergehend annahm – lehnte Weishaupt ab. 1812 entwickelte er ein Kupferdruckverfahren, das auf chemischem Weg den Druck für Auflagen größer als 3000 Exemplare möglich machte. Nachdem Senefelder mit Versuchen zum farbigen Steindruck keine nennenswerten Resultate erzielt hatte, war Weishaupt mit seinen Experimenten erfolgreicher und entwickelte ein lithografisches Druckverfahren, bei dem die Farben (Blau, Gelb, Rot mit Schwarz) gesondert von jeweils einem Stein übereinander gedruckt wurden, erstmals angewendet bei dem von Johann Baptist von Spix und Carl Friedrich Philipp von Martius 1823 herausgegebenen Werk über ihre 1817 bis 1820 erfolgte Brasilienexpedition. Die farbig lithografierte „Geschäfts-Uebersichtskarte der königl. Steuerkatastercommission“ wies bereits 13 Farbtöne auf. 
Der Lithograf Godefroy Engelmann, weitergebildet unter anderem 1813/14 in München bei Strixner, Piloty und Johann Baptist Stuntz, entwickelte (angeblich unabhängig) ein lithografisches Farbdruckverfahren mit bis zu 21 übereinander gedruckten Farben, ließ es sich 1837 als Chromolithographie patentieren und veröffentlichte im selben Jahr ein farbig gedrucktes Album.
Verheiratet war Franz Weishaupt mit Barbara, geborene Wimmer. Der Ehe entstammten die Tochter Katharina Maria Josepha (* 1813; † 1880) und die Söhne Heinrich (* 1810, † 1883), Joseph (* 1814), Ferdinand (* 1816), Johann (* 1818) und Jakob (* 1828, † 1889).

## Bildnis
- Bildnis Franz Weishaupt, Werkmeister der lithographischen Druckerei in der k.Steuer-Kataster-Commission in München, nach Zeichnung von W. Melchior[12] 1818, in: Heinrich Weishaupt: Das Gesammtgebiet des Steindrucks oder vollständige theoretisch-praktische Anweisung zur Ausübung der Lithographie in ihrem ganzen Umfange und auf ihrem jetzigen Standpunkte. Weimar 1865, Abbildung S. 17.

## Werke
- 60 farbig gedruckte Lithografien (Abbildungen von Vögeln, Schlangen, Affen, Schildkröten etc.) zu: Johann Baptist von Spix / Carl Friedrich Philipp von Martius: Reise nach Brasilien auf Befehl Sr. Majestät Maximilian Joseph I. Königs von Baiern. 3 Bände. M. Lindauer, München 1823.
- Geschäfts-Uebersichtskarte der königl. Steuerkatastercommission, Lithografie in 13 Farbtönen, 1835[13]